# Trzebina (województwo łódzkie)
Trzebina – wieś w Polsce położona w województwie łódzkim, w powiecie opoczyńskim, w gminie Drzewica.
W latach 1975–1998 miejscowość położona była w województwie radomskim.
Wierni kościoła rzymskokatolickiego należą do parafii św. Barbary w Sołku.